# Podoxymys roraimae
Podoxymys roraimae és una espècie de mamífer rosegador de la família dels cricètids. És endèmic de Veneçuela, on viu a altituds d'entre 1.500 i 2.000 msnm. El seu hàbitat natural són els vessants de muntanya. És una espècie en risc mínim, és a dir, no sembla que hi hagi cap amenaça significativa per a la seva supervivència. El seu nom específic, roraimae, significa ‘del Roraima’ en llatí.